# 大花雀麦
大花雀麦（学名：Bromus grandis），为禾本科雀麦属下的一个植物种。